# Блинов, Евгений Иванович
Евгений Иванович Блинов (14 декабря 1937, Анжеро-Судженск — 14 мая 2015, Новокузнецк) — советский и российский государственный деятель, председатель Новокузнецкого горисполкома (1989—1991), глава администрации Новокузнецка (1991—1995). Заслуженный строитель Российской Федерации.

## Биография
Евгений Иванович Блинов родился в городе Анжеро-Судженске 14 декабря 1937 года.
- 1959 год — окончил Томский инженерно-строительный институт.
  - Тогда же начал трудовую деятельность мастером в Строительном управлении №8.
  - старший прораб,
  - заместитель начальника СУ-3,
  - главный инженер СУ-3,
  - начальник производственного отдела треста «Сталинскпромстрой»,
  - начальник производственного отдела комбината «Сибметаллургстрой»,
  - заместитель начальника ПРУ Главкузбасстроя.
- 1989—1991 — Председатель Новокузнецкого горисполкома,
- 1991—1995 — глава администрации Новокузнецка.
  - Июль 1995 — подал в отставку и был освобождён от занимаемой должности.
- В дальнейшем, трудился в строительной отрасли и сфере страхования.
  - Закончил трудовую деятельность в 2009 году.

## Награды
- Заслуженный строитель Российской Федерации
- июнь 2013 года — был награждён Почётным знаком «За заслуги перед городом Новокузнецком» с формулировкой: «за заслуги перед городом и большой личный вклад в социально-экономическое развитие города Новокузнецка».